# Штефан Таркович
Штефан Таркович (словац. Štefan Tarkovič, нар. 18 лютого 1973, Пряшів) — словацький футболіст, що грав на позиції захисника. По завершенні ігрової кар'єри — тренер. З 2020 року очолює тренерський штаб національної збірної Словаччини.
Виступав, зокрема, за клуби «Татран» (Девін) і «Матадорфікс».

## Клубна кар'єра
Народився 18 лютого 1973 року в місті Пряшів. Вихованець юнацьких команд футбольних клубів «Татран» (Пряшів), «Вракуна».
У дорослому футболі дебютував виступами за команду «Татран» (Девін), у якій провів тридцять[джерело?] сезонів.  До 1994 року захищав кольори клубу «Петржалка». Своєю грою за останню команду привернув увагу представників тренерського штабу клубу «Споє», до складу якого приєднався 1994 року. Відіграв за клуб з Братислави за наступні два сезони своєї ігрової кар'єри. 1997 року уклав угоду з клубом «Святи Юр», у складі якого провів менше року своєї кар'єри гравця. 
1997 року перейшов до клубу «Матадорфікс», за який відіграв 1 сезон. Завершив професійну кар'єру футболіста виступами за цю команду в 1998 році.

## Кар'єра тренера
Розпочав тренерську кар'єру, ще продовжуючи грати на полі, 1994 року, увійшовши до тренерського штабу клубу «Споє», де пропрацював до 1996 року. 2010 року став головним тренером команди «Кошиці», яку тренував один рік. Згодом протягом 2013–2013 років очолював тренерський штаб клубу «Жиліна».
Протягом тренерської кар'єри також очолював збірну Словаччини U-18 та «Татран», а також входив до тренерських штабів клубів «Святи Юр», «Матадорфікс», «Баніяс», «Татран» та «Жиліна», а також юнацької (U-19) і національної збірних Словаччини.
У 2018 році, після відставки головного тренера Яна Козака, виконував обов'язки головного тренера в матчі проти Швеції (1:1). У 2019 призначений технічним директором Словацького футбольного союзу.
З жовтня 2020 року очолює тренерський штаб команди національної збірної Словаччини.